# NHKドラマ館
『NHKドラマ館』（エヌエイチケードラマかん）は、かつてNHK総合テレビジョンで放送されていた連続ドラマ枠のことである。かつて日曜日→後に土曜日の21時台に放送された『ドラマ人間模様』の事実上のリメーク版で、1作品2-3回程度の短編・中編が主であった。

## 概要

### 放送時間
- 1998年度 - 1999年度　毎週土曜21:00 - 22:15（基準）

## 放送された作品

### 1998年
- 水の中の八月[1]
- あした天気に[2]
- 女たちの聖戦
- お嬢様は名探偵
- 35歳・夢の途中
- さよなら五つのカプチーノ[3]
- ようこそミセス再出発セミナーへ
- 余命半年〜生前給付3000万円の夢
- 少年たち[4]

### 1999年
- 春燈
- 結婚ラプソディ
- いちばん綺麗なとき
- ご就職[5]
- チョコレート革命
- 木綿のハンカチ〜ライトウインズ物語2
- 海峡
- 坊さんが、ゆく
- 味な女たち[6]
- デュアル・ライフ[7]
- 活動寫眞の女[8]
- 疾風のように
- オルガンの家で
- 終のすみか（10月16日）
- 時を播く人
- 日輪の翼[9]
- 天涯の花
- レガッタ〜国際金融戦争[10]
- 鯨を見た日

### 2000年
- 櫂[11]
- 新・南部大吉～交番日記
- 玩具の神様